# Décio (cônsul em 529)
Décio (em latim: Decius) foi um nobre romano do século VI, ativo no Reino Ostrogótico.

## Vida
Décio Paulino era membro da distinta família senatorial dos Décios e foi filho de Basílio Venâncio, o cônsul em 508, e irmão de Décio Paulino, cônsul em 534. Deve ter tido ainda ao menos outro irmão, que também foi designado ao consulado. Em 529, foi nomeado cônsul ordinário, sem colega. No final de 546, estava em Roma e foi obrigado a fugir com Bessas e outros nobres para Constantinopla depois que Tótila (r. 541–552) tomou a cidade. À época, Décio era patrício.